# Look at Me Now
"Look at Me Now" é um single do cantor norte-americano Chris Brown com a colaboração dos rappers americanos Lil Wayne e Busta Rhymes. Quarta faixa do sexto álbum de Chris Brown, F.A.M.E., o single estreou na décima posição da Billboard Hot 100 e ficou sete semanas em 1º lugar na categoria R&B/Hip-Hopvendendo 5 milhões de cópias nos Estados Unidos até dezembro de 2017. Também alcançou a primeira posição nas paradas Hot Rap Songs e Hot R&B/Hip-Hop Songs . Internacionalmente, a música alcançou posições na Austrália, Canadá, França, Nova Zelândia e Reino Unido.

## Antecedentes
Os artistas co-escreveram "Look at Me Now" com seus produtores Afrojack, Diplo e Free School, com escrita adicional de Ryan Buendia.  A música foi gravada e mixada por Brian Springer no The Record Plant — um estúdio em Los Angeles, Califórnia.  "Look at Me Now" foi lançado para download digital em 1º de fevereiro de 2011,  e foi enviado para as rádios de rhythmic contemporary nos Estados Unidos em 8 de fevereiro.  Em uma entrevista à revista Vibe , Diplo revelou que quando lhe pediram para montar a música, ele pensou que "Look at Me Now" não era para um lançamento oficial, dizendo: "Eu sabia que estava trabalhando em algo para um disco do Chris Brown, mas pensei que fosse para uma mixtape... Então Busta Rhymes entrou e eu pensei, 'Ok, isso vai ser uma música para o clube.' E então, quando Lil Wayne entrou, 'Look at Me Now' se tornou um disco de rádio. A partir daí, tudo decolou."

## Clipe
O videoclipe que acompanha "Look at Me Now" foi dirigido por Colin Tilley e filmado em Los Angeles, Califórnia, em 16 de fevereiro de 2011. Imagens da filmagem foram divulgadas online no dia seguinte, já que uma das imagens mostrava Chris Brown, Lil Wayne e Busta Rhymes em cima de uma ambulância em frente a um prédio industrial, enquanto outra imagem mostrava o carro esportivo DeLorean do filme de 1985, De Volta para o Futuro. O vídeo estreou online em 10 de março de 2011. Brown falou sobre o vídeo em uma entrevista à MTV News, dizendo:
Com o conceito de "Look at Me Now", você sabe que esse vídeo é meio que meu primeiro vídeo de rap, mas eu queria fazer algo old school; [bem] não realmente old school, mas como antigamente, quando eu estava crescendo como uma criança. [Eu queria que o vídeo tivesse uma] sensação do tipo anos 90 [e] roupas largas e largas. [É] abstrato, muita arte e grafite. Tentei misturar todos esses componentes em um [e] torná-lo divertido e emocionante.

## Faixas
| Download digital |                                                                   | |                               |         |  |
| N.º              | Título                                                            | Compositor(es) | Produtor(es)                  | Duração |  |
| 1.               | "Look at Me Now" (com particicipação de Busta Rhymes & Lil Wayne) | Christopher Maurice Brown, Thomas Wesley Pentz, Jean Baptiste Kouame, Ryan Buendia, Dwayne Carter, Jr., Trevor Tahiem Smith, Jr. e Nick van de Wall | Diplo, Afrojack e Free School | 3:43    |  |
| Duração total:   | Duração total:                                                    | Duração total: | Duração total:                | 3:43    |  |

## Desempenho nas paradas musicais
| Parada musical (2011)                      | Melhor posição |
| ------------------------------------------ | -------------- |
| Austrália - Australian Singles Chart       | 2              |
| Austrália - Australian Urban Chart         | 3              |
| Áustria - Austrian Singles Chart           | 17             |
| Bélgica - Belgian Singles Chart (Flanders) | 17             |
| Bélgica - Belgian Tip Chart (Wallonia)     | 4              |
| Bulgária - Bulgarian Airplay Chart         | 4              |
| Canadá - Canadian Hot 100                  | 5              |
| Chéquia - Czech Airplay Chart              | 5              |
| Dinamarca - Danish Singles Chart           | 16             |
| Países Baixos - Dutch Top 40               | 26             |
| França - French Digital Singles Chart      | 9              |
| Alemanha - German Singles Chart            | 8              |
| Grécia - Greek Singles Chart               | 4              |
| Hungria - Hungarian Airplay Chart          | 4              |
| Hungria - Hungarian Singles Chart          | 7              |
| Irlanda - Irish Singles Chart              | 4              |
| Itália - Italian Singles Chart             | 12             |
| Japão - Japan Hot 100                      | 10             |
| Nova Zelândia - New Zealand Singles Chart  | 1              |
| Noruega - Norway Singles Chart             | 6              |
| Eslováquia - Slovak Airplay Chart          | 5              |
| Espanha - Spanish Singles Chart            | 9              |
| Suécia - Swedish Singles Chart             | 14             |
| Suíça - Swiss Singles Chart                | 16             |
| Reino Unido - UK Singles Chart             | 5              |
| Estados Unidos - Billboard Hot 100         | 6              |
| Estados Unidos - Hot R&B/Hip-Hop Songs     | 1(5x)          |
| Estados Unidos - Mainstream Top 40         | 5              |

## Certificações
| País      | Providente | Certificação |
| --------- | ---------- | ------------ |
| Austrália | ARIA       | Ouro         |